# Sovjet
Sovjet (rusko сове́т; dobesedno soglas) je naziv za politično organizacijo, ki se je uveljavila v Rusiji v času ruske revolucije.
To so bile sprva politična združevanja delavcev v industriji, ki so v okviru enega industrijskega objekta (npr. tovarne) vzpostavili predstavniški organ (odbor) delavcev, ki je vodil pogajanja med delavci in vodstvom tovarne. Vsi delavci so imeli tako aktivno in pasivno volilno pravico in možnost sodelovati v debatah in odločanju. Kmalu so se te sovjeti začeli povezovati med seboj in tako se je vzpostavili močna politična organizacija, ki je imela pomembno vlogo v februarski revoluciji in poznejši začasni ruski vladi.
Z oktobrsko revolucijo in poznejšimi dogodki so njihovo vlogo povzem zatrli boljševiki.
Najpomembnejši je bil tudi prvo ustanovljeni sovjet in sicer Petrograjski sovjet.